# Metal Gear Solid Mobile
Metal Gear Solid Mobile è un videogioco appartenente alla serie Metal Gear, prodotto per telefoni cellulari nel 2008. La storia trova posto tra gli eventi di Metal Gear Solid e Metal Gear Solid 2, comunque non è considerata canonica.
Il 14 febbraio 2008 MGS Mobile ottenne i riconoscimenti "Grand Prix" e "Operator's Choice" agli International Mobile Gaming Awards di quell'anno.
L'11 dicembre il gioco venne messo in commercio per N-Gage, con l'aggiunta di un sistema di mimetizzazione (simile a quello presente in Metal Gear Solid 3), una grafica 3D e più controlli.

## Trama
In seguito alla rivelazione al mondo intero del Metal Gear REX ad opera di Revolver Ocelot, molte nazioni del mondo si stanno dotando della propria versione del Metal Gear. Solid Snake e il suo amico Otacon formano l'organizzazione Philanthropy, allo scopo di eliminare dalla Terra la minaccia di queste armi.
La loro prima missione avviene grazie al contatto con la dottoressa Victoria Reed, ideatrice di uno di questi Metal Gear, che li contatta per distruggere l'arma in cambio di assistenza durante la sua fuga. A metà della missione però, si scopre che Victoria Reed significa "VR" (Virtual Reality), quindi è un'intelligenza artificiale. Anche l'Otacon con cui Snake è rimasto in contatto per tutto il tempo è un'IA, parte di una gigantesca simulazione RV in cui lui è stato bloccato. Il vero Otacon riesce però ad infiltrarsi all'interno e aiuta Snake a trovare una via di fuga, sbarrata da una copia del REX da lui distrutto a Shadow Moses. Infine affronta "The Commander" sopra i resti dell'arma, ma dopo averlo sconfitto si sveglia sentendo delle voci sconosciute. Tali voci gli rivelano che la sua presenza è risultata utile, ma non è riuscito a fornire loro i dati di battaglia di cui avevano bisogno per il "Progetto". Dopodiché ordinano a qualcuno di cancellargli tutti i ricordi della simulazione e di riportarlo dove lo hanno rapito.
Una voce poi dice che hanno già trovato il soggetto adatto per il secondo test, e un'altra voce risponde: "...vediamo se Jack può fare di meglio".